# Прапор Турне
Прапор Турне було прийнято рішенням ради від невідомої дати як прапор муніципалітету і міста Турне в бельгійській провінції Ено. Прапор можна описати так:
Дві однаково довгі смуги червоного і білого кольорів.
На прапорі зображені традиційні кольори міста.